# Лофтус Версфельд (стадион)
«Лофтус Версфельд» (англ. Loftus Versfeld Stadium) — стадион в городе Претория, ЮАР, вместимостью 51 762 зрителя. На стадионе проводятся соревнования по футболу и регби, а также концерты.
Арена «Лофтус Версфельд» имеет историческую значимость для ЮАР. Именно здесь сборная ЮАР по футболу выиграла первый свой матч против европейской команды, обыграв шведов со счётом 1:0.

## История
Стадион «Лофтус Версфельд» является историческим спортивным сооружением. Территория, на которой построен стадион, использовалась для спортивных мероприятий с 1906 года. В начале XX века это место носило название «Восточная Спортплощадка».
Стадион был построен в 1923 году и вмещал 2000 человек. С тех пор сооружение было модернизировано несколько раз.
В 1928 году к визиту сборной Новой Зеландии по регби, известной как All Blacks, стадион получил большую сумму на модернизацию.
Деньги были потрачены на постройку раздевалок и туалетов.
В 1932 году стадион назвали в честь общественного деятеля Роберта Оуэна Лофтуса Версфельда (Robert Owen Loftus Versfeld), много сделавшего для развития спорта в регионе.
С 11 июня 1998 года по 4 февраля 2003 года стадион официально назывался «Минолта Лофтус» (Minolta Loftus) в честь спонсора стадиона — фирмы Minolta.
5 февраля 2003 года, после перехода спонсорства от Minolta к корпорации Securicor, стадион получил название «Секьюрикор Лофтус» (Securicor Loftus).
1 сентября 2005 года новый спонсор стадиона — оператор сотовой связи Vodacom — вернул стадиону его первоначальное название «Лофтус Версфельд».
В январе 2009 года была завершена реконструкция стадиона, в ходе которой были улучшены прожекторы, звуковая система и табло стадиона, обновлена кровля на восточной трибуне, дороги и автостоянки вокруг объекта.

## Мероприятия, проведённые на стадионе

### Спортивные соревнования
1995 г. — Чемпионат мира по регби.
2009 г. — Кубок конфедераций; матчи группы B: США — Италия, США — Бразилия и Бразилия — Италия.
2010 г. — Чемпионат мира по футболу 2010; матчи группового этапа и матч 1/8 финала:
| Дата проведения | Время (UTC +2) | Команда 1 | Счёт  | Команда 2 | Группа     | Победитель |
| --------------- | -------------- | --------- | ----- | --------- | ---------- | ---------- |
| 2010-06-13      | 16.00          | Сербия    | 0 : 1 | Гана      | Группа D   | Гана       |
| 2010-06-16      | 20.30          | ЮАР       | 0 : 3 | Уругвай   | Группа A   | Уругвай    |
| 2010-06-19      | 20.30          | Камерун   | 1 : 2 | Дания     | Группа E   | Дания      |
| 2010-06-23      | 16.00          | США       | 1 : 0 | Алжир     | Группа C   | США        |
| 2010-06-25      | 20.30          | Чили      | 1 : 2 | Испания   | Группа H   | Испания    |
| 2010-06-29      | 20.30          | Парагвай  | 0 : 0 | Япония    | 1/8 финала | Парагвай   |

### Концерты
17 апреля 2006 г. — Робби Уильямс.
16-17 февраля 2008 г. — выступление Селин Дион в рамках тура певицы в поддержку нового альбома Taking Chances. Общее количество купленных билетов составило 80000.